# Euphorbia triflora
Euphorbia triflora är en törelväxtart som beskrevs av Schott, Nyman och Karl Theodor Kotschy. Euphorbia triflora ingår i släktet törlar, och familjen törelväxter. Inga underarter finns listade i Catalogue of Life.